# Lougratte
Lougratte is een gemeente in het Franse departement Lot-et-Garonne (regio Nouvelle-Aquitaine) en telt 393 inwoners (1999). De plaats maakt deel uit van het arrondissement Villeneuve-sur-Lot.

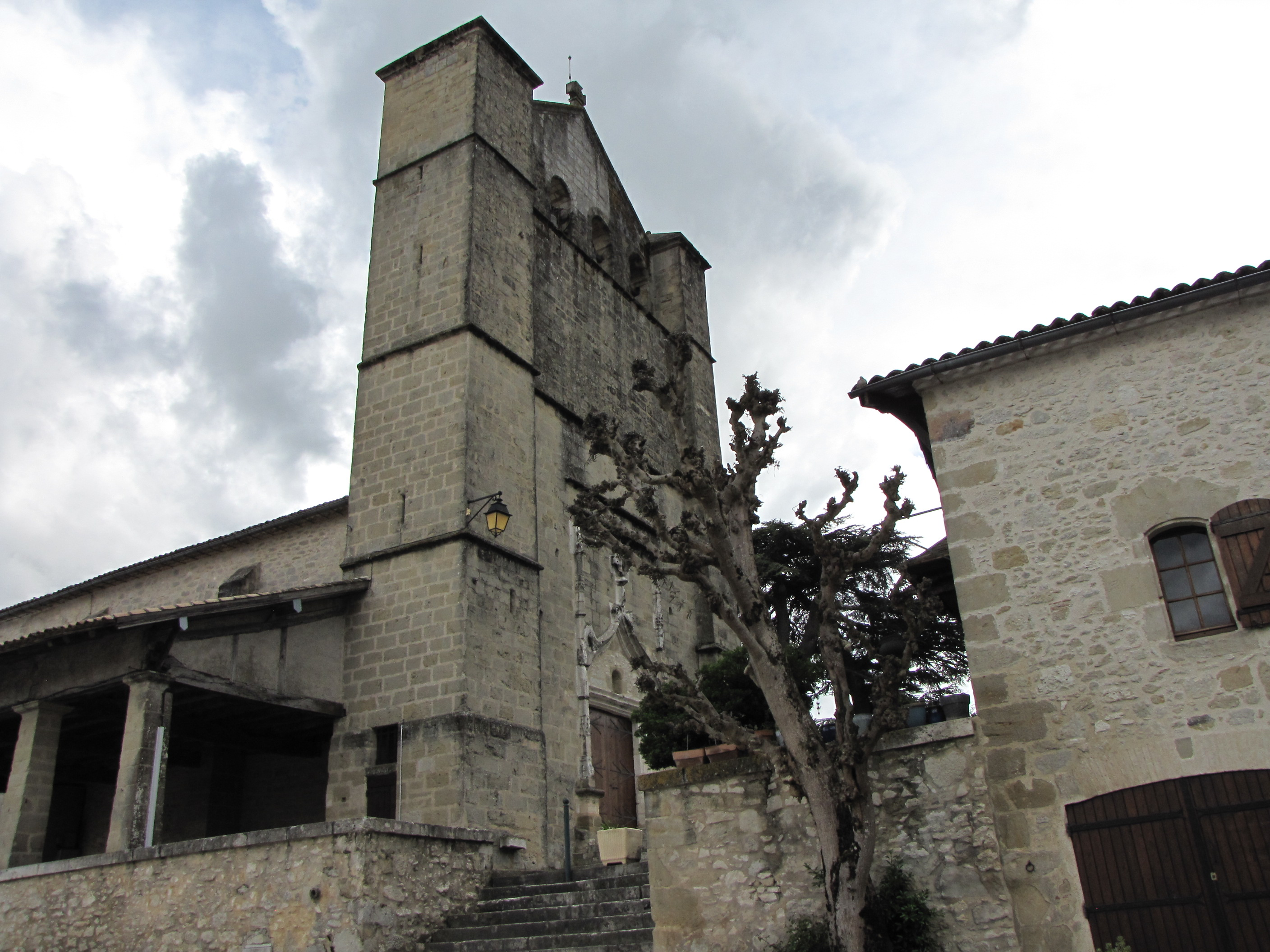
Kerk van Lougratte
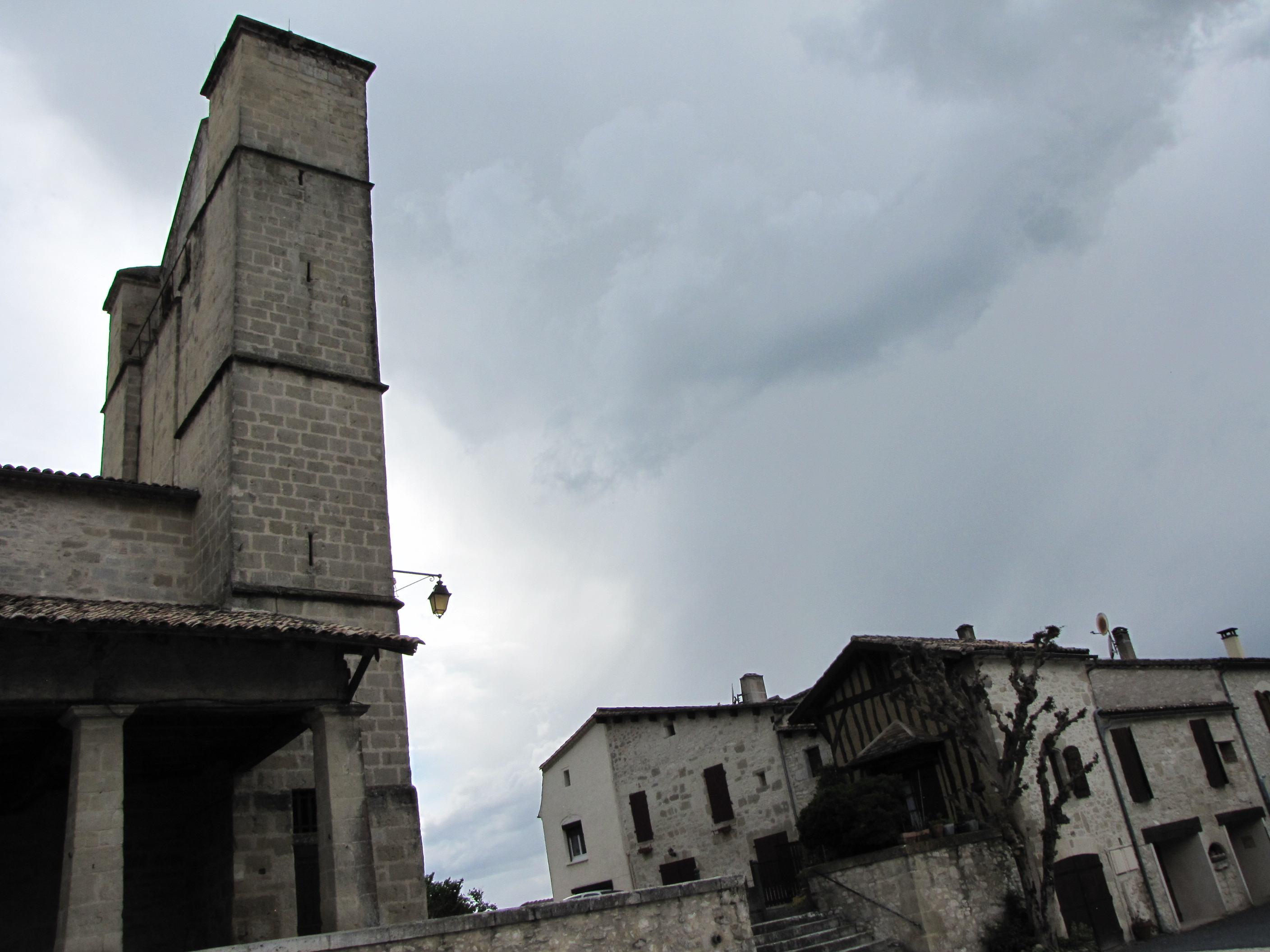
Lougratte

## Geografie
De oppervlakte van Lougratte bedraagt 20,2 km², de bevolkingsdichtheid is 19,5 inwoners per km².
De onderstaande kaart toont de ligging van Lougratte met de belangrijkste infrastructuur en aangrenzende gemeenten.

## Demografie
Onderstaande figuur toont het verloop van het inwonertal (bron: INSEE-tellingen).